# Scheibum
Koordinaten: 47° 39′ 53″ N, 10° 59′ 13″ O

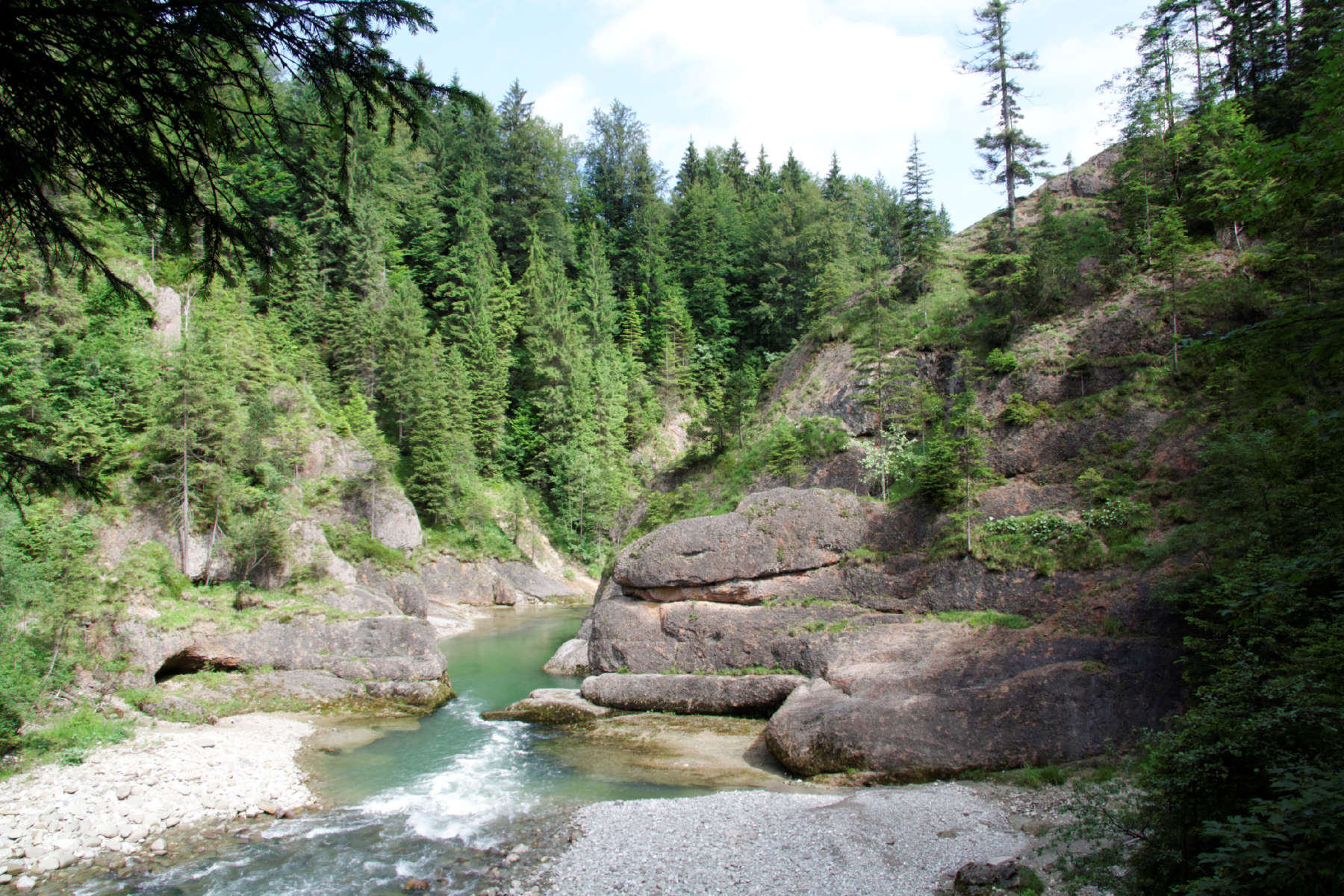
Engste Stelle der Scheibum

Die (auch der) Scheibum, auch Ammerdurchbruch genannt, ist ein Felsdurchbruch der Ammer in Oberbayern. Sie bildet den Beginn der Ammerschlucht, die sich von hier aus etwa 20 Kilometer flussabwärts erstreckt.

## Lage
Der Felsdurchbruch liegt etwa 400 Meter flussabwärts (nördlich) der Brücke beim Wasserkraftwerk Kammerl an der Grenze zwischen den Gemeinden Saulgrub im Landkreis Garmisch-Partenkirchen und Wildsteig im Landkreis Weilheim-Schongau. Die nächsten Siedlungen sind der Saulgruber Ortsteil Achele und der Wildsteiger Ortsteil Peustelsau. Die Talsohle liegt auf 779 m ü. NHN, die benachbarten Hochufer auf etwa 820 m ü. NHN.

## Entstehung
Vor etwa 120.000 Jahren, während der zwischen der Riß-Kaltzeit und der Würm-Kaltzeit liegenden Eem-Warmzeit, änderte die Ammer, die vorher über den Ettaler Sattel nach Osten zur Loisach abfloss, ihren Lauf nach Norden. An einem ehemaligen Umlaufberg bildete sie einen Durchbruch, in den sie sich dann immer tiefer eingrub.

## Beschreibung

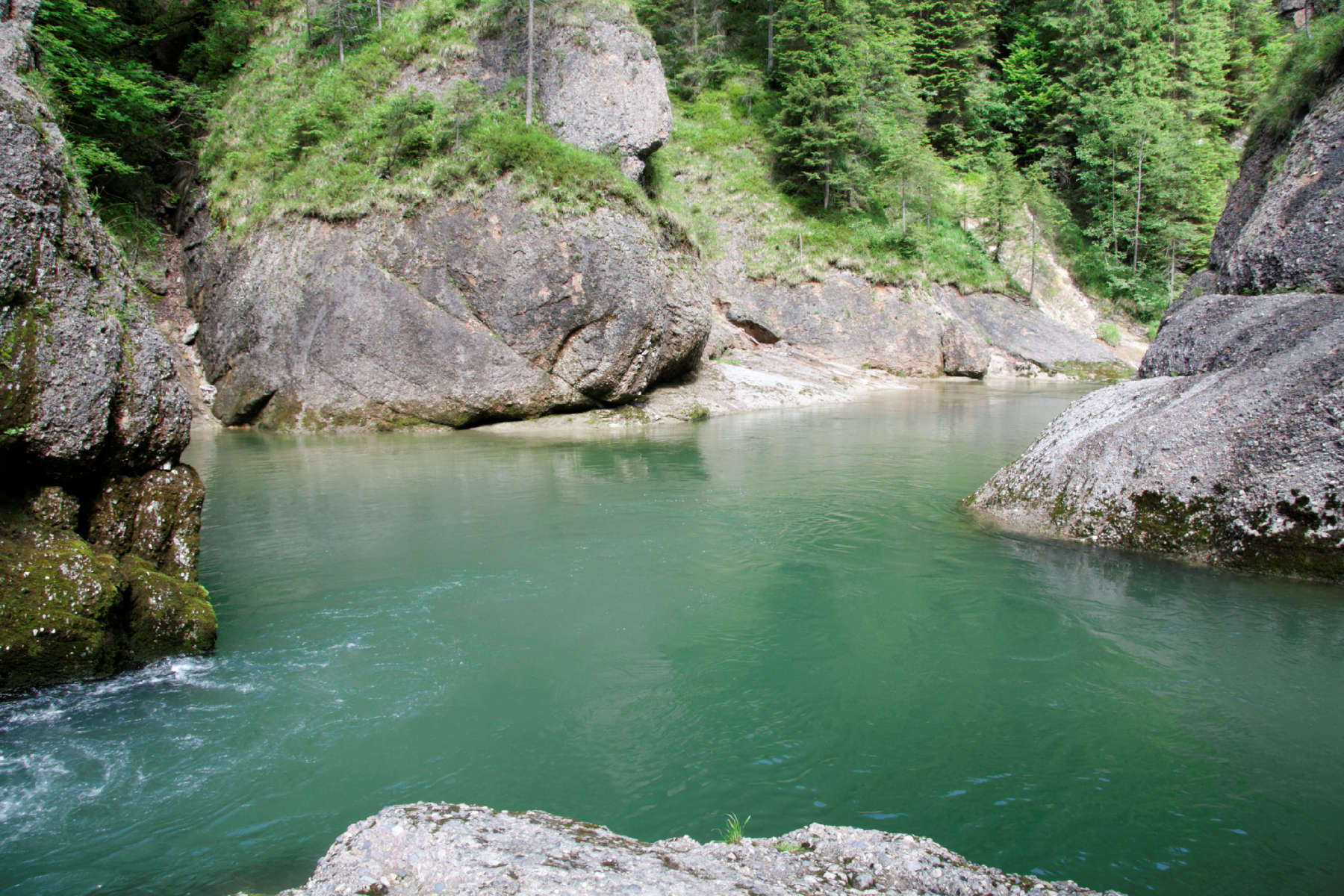
Gumpen in der Scheibum

Das Flussbett der Ammer, das oberhalb der Scheibum zwischen weiten Kiesbänken verläuft, zwängt sich an der Durchbruchstelle zwischen roten Nagelfluhbänken hindurch, die nur wenige Meter auseinanderliegen. Hinter der engsten Stelle haben sich seitlich Gumpen gebildet, in denen das Wasser teilweise im Kreis fließt. Der Name Scheibum („ringsherum“) wird auf diese Gumpen zurückgeführt.

## Geologie

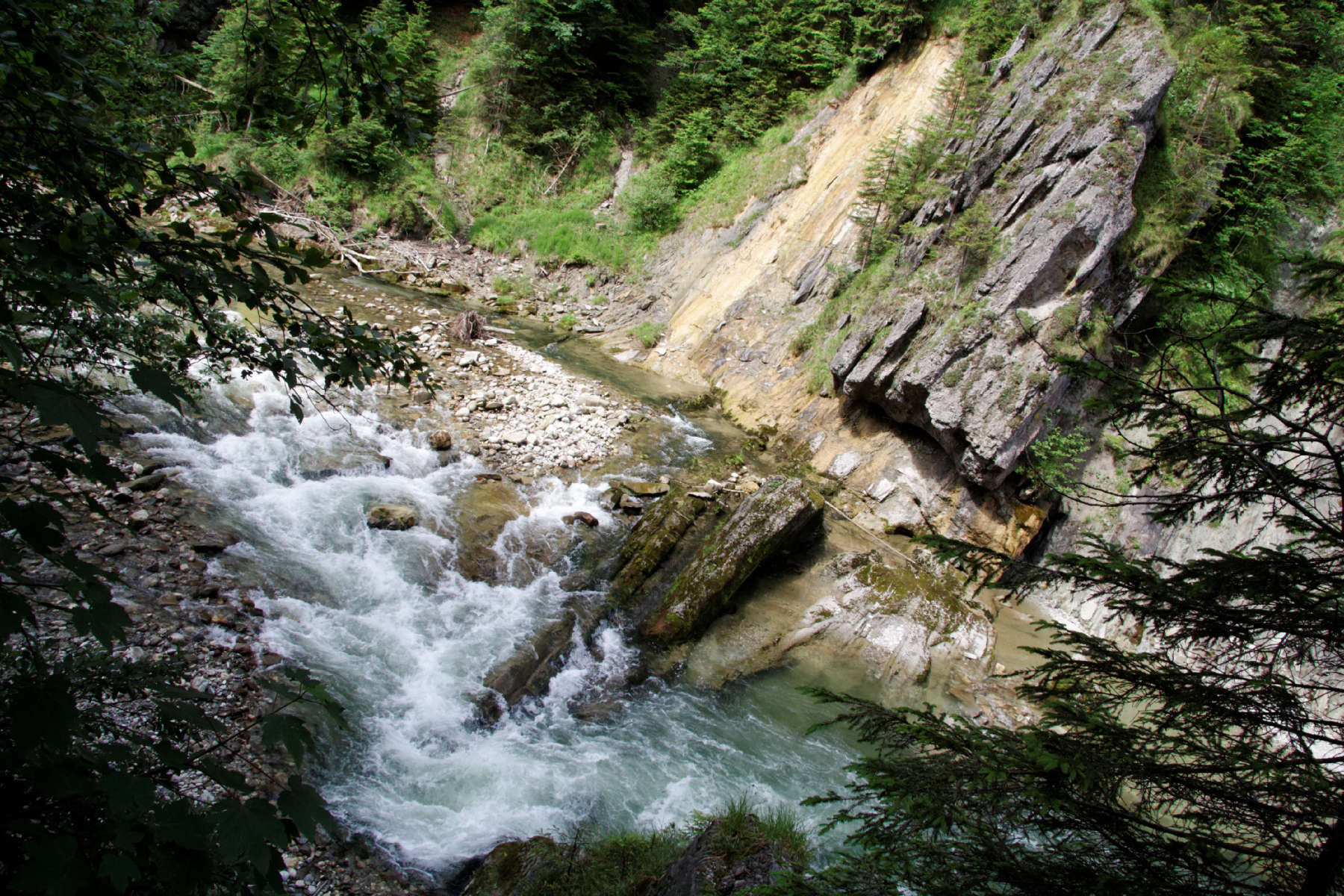
Sandsteinbank in der Scheibum

An dem Aufschluss stehen Tonmergel- und Baustein-Schichten der Unteren Meeresmolasse aus dem Unteroligozän und Weißach-Schichten der Unteren Süßwassermolasse aus dem Oberoligozän an. Die vorkommenden Gesteinsarten umfassen Konglomerat, Mergelstein und Sandstein.

## Naturschutz
Der Felsdurchbruch ist unter der Bezeichnung Ammerschlucht an der Scheibum als Geotop Nr. 180R010 ausgewiesen mit der Einstufung „besonders wertvoll“.
Ein knapp zwei Kilometer langer Abschnitt der Ammerschlucht flussabwärts der Scheibum bildet seit 1953 ein Naturschutzgebiet mit der Nummer NSG-00066.01 und der Bezeichnung Ammerschlucht im Bereich des Scheibum.